# Kasungu
Kasungu è un centro abitato del Malawi, situato nella Regione Centrale.